# Вилсон (Њујорк)
Вилсон (енгл. Wilson) град је у америчкој савезној држави Њујорк.

## Демографија
По попису из 2010. године број становника је 1.264, што је 51 (4,2%) становника више него 2000. године.
| Група             | 2000.         | 2010.         |
| Белци             | 1.194 (98,4%) | 1.214 (96,0%) |
| Афроамериканци    | 4 (0,3%)      | 7 (0,6%)      |
| Азијати           | 1 (0,1%)      | 1 (0,1%)      |
| Хиспаноамериканци | 6 (0,5%)      | 21 (1,7%)     |
| Укупно            | 1.213         | 1.264         |